# Mjesečeva geološka kronologija
Mjesečeva geološka kronologija ili preciznije selenološka kronologija dijeli povijest Zemljinog Mjeseca na šest općepriznatih geoloških razdoblja:
- kopernicijsko razdoblje: 1100 milijuna godina do danas
- eratostenijsko razdoblje: 3200 milijuna godina do 1100 milijuna godina
- gornja imbrijska epoha: 3800 milijuna godina do 3200 milijuna godina
- donja imbrijska epoha: 3850 milijuna godina do 3800 milijuna godina
- Nektarijska epoha: 3920 milijuna godina do 3850 milijuna godina
- Prednektarijska epoha: 4550 milijuna godina do 3920 milijuna godina

Gore navedena vremena trajanja razdoblja predmeti su rasprave, jer su podjele nastale na temelju vremena značajnih mjesečevih geoloških događaja koje je teško točno odrediti. Većina mjesečevih uzoraka na temelju kojih je stvorena kronologija pripadaju bazaltnim naslagama imbrijske ere. Uzorci prije i nakon tog vremena manje su brojni, a stariji su uzorci bili izloženi meteorskim udarima zbog kojih je teško odrediti preciznu radiometrijsku starost.
U mnogim mjesečevim visoravnima planetolozi trenutno ne mogu razlikovati nektarijski i prednektarijski materijal. Ove se naslage zovu predimbrijskim materijalima, te sadrže oba perioda.